# Una Merkel
Una Merkel (Covington (Kentucky), 10 december 1903 - Los Angeles (Californië), 2 januari 1986) was een Amerikaanse filmactrice.

## Levensloop
Merkel leek heel erg op actrice Lillian Gish. Daarom mocht ze ook haar stand-in spelen in de film The White Rose (1923). Nadat ze een hoofdrol kreeg in de film The Fifth Horseman (1924) ging ze naar Broadway omdat ze de stomme film maar niets vond.
In 1930 ging ze terug naar Hollywood, omdat inmiddels de geluidsfilm was opgedoken. Ze speelde een hoofdrol in de film Abraham Lincoln en in The Bat Whispers (Beiden 1930). Toch was ze meer populair als een bijrol en werd op die manier beroemd in de jaren 30. Una werd een A-ster in de bijrollen.
In de jaren 40 nam dit allemaal af. De films waarin ze toen speelde, waren allemaal mindere films. Ze ging terug naar het theater. Na een Tony-award in 1956 te hebben gekregen, ging Una eind jaren 50 weer terug naar de filmindustrie. Ze speelde vooral middelbare vrouwen of oude tantes. In 1961 werd ze genomineerd voor Academy Award voor Beste Vrouwelijke Bijrol voor haar rol in Summer and Smoke. Haar laatste film was de film Spinout, een film uit 1966 waar ook Elvis Presley in speelde.
Una Merkel overleed op 82-jarige leeftijd.

## Filmografie
Jaren 20:
- 1920: Way Down East
- 1923: Love's Old Sweet Song
- 1923: The Fifth Horseman
- 1928: The Wind

Jaren 30:
- 1930: Abraham Lincoln
- 1930: The Eyes of the World
- 1930: The Bat Whispers
- 1931: Command Performance
- 1931: Don't Bet on Women
- 1931: Six Cylinder Love
- 1931: Daddy Long Legs
- 1931: The Maltese Falcon
- 1931: The Bargain
- 1931: Private Lives
- 1931: Wicked
- 1931: The Secret Witness
- 1932: She Wanted a Millionaire
- 1932: Impatient Maiden
- 1932: Man Wanted
- 1932: Huddle
- 1932: Red-Headed Woman
- 1932: They Call It Sin
- 1932: Men Are Such Fools
- 1933: Whistling in the Dark
- 1933: 42nd Street
- 1933: The Secret of Madame Blanche
- 1933: Clear All Wires!
- 1933: Reunion in Vienna
- 1933: Midnight Mary
- 1933: Beauty for Sale
- 1933: Her First Mate
- 1933: Broadway to Hollywood
- 1933: Menu
- 1933: Bombshell
- 1933: The Women in His Life
- 1933: Day of Reckoning
- 1934: This Side of Heaven
- 1934: Paris Interlude
- 1934: Murder in the Private Car
- 1934: The Cat's-Paw
- 1934: Have a Heart
- 1934: Bulldog Drummond Strikes Back
- 1934: The Merry Widow
- 1934: Evelyn Prentice
- 1935: The Night Is Young
- 1935: One New York Night
- 1935: Biography of a Bachelor Girl
- 1935: Murder in the Fleet
- 1935: Baby Face Harrington
- 1935: Broadway Melody of 1936
- 1935: It's in the Air
- 1936: Riffraff
- 1936: Speed
- 1936: We Went to College
- 1936: Born to Dance
- 1937: Don't Tell the Wife
- 1937: The Good Old Soak
- 1937: Saratoga
- 1937:  Checkers
- 1937: True Confession
- 1939: Four Girls in White
- 1939: Some Like It Hot
- 1939: On Borrowed Time
- 1939: Destry Rides Again

Jaren 40:
- 1940: Comin' Round the Mountain
- 1940: Sandy Gets Her Man
- 1940: The Bank Dick
- 1941: Double Date
- 1941: Road to Zanzibar
- 1941: Cracked Nuts
- 1942: Twin Beds
- 1942: The Mad Doctor of Market Street
- 1943: This Is the Army
- 1944: To Heir Is Human
- 1944: Sweethearts of the U.S.A.
- 1947: It's a Joke, Son!
- 1948: Man from Texas
- 1948: The Bride Goes Wild

Jaren 50:
- 1950: Kill the Umpire
- 1950: My Blue Heaven
- 1950: Emergency Wedding
- 1951: Rich, Young and Pretty
- 1951: A Millionaire for Christy
- 1951: Golden Girl
- 1952: With a Song in My Heart
- 1952: The Merry Widow
- 1953: I Love Melvin
- 1955: The Kentuckian
- 1956: The Kettles in the Ozarks
- 1956: Calling Terry Conway
- 1956: Bundle of Joy
- 1957: The Girl Most Likely
- 1957: The Fuzzy Pink Nightgown
- 1959: The Mating Game

Jaren 60:
- 1961: The Parent Trap
- 1961: Summer and Smoke
- 1963: Summer Magic
- 1964: A Tiger Walks
- 1966: Spinout